# خلدون خزامی
خلدون خزامی (عربی: خلدون خزامي؛ زادهٔ ۲۹ آوریل ۱۹۹۰) بازیکن فوتبال اهل اردن است.
وی همچنین در تیم ملی فوتبال زیر ۲۳ سال اردن بازی کرده‌است.